# Lespedeza junghuhniana
Lespedeza junghuhniana là một loài thực vật có hoa trong họ Đậu. Loài này được Bakh.f. miêu tả khoa học đầu tiên.